# Jess Bush
 (novembre 2023).
La mise en forme du texte ne suit pas les recommandations de Wikipédia : il faut le « wikifier ».
Les points d'amélioration suivants sont les cas les plus fréquents. Le détail des points à revoir est peut-être précisé sur la page de discussion.
- Les titres sont pré-formatés par le logiciel. Ils ne sont ni en capitales, ni en gras.
- Le texte ne doit pas être écrit en capitales (les noms de famille non plus), ni en gras, ni en italique, ni en « petit »…
- Le gras n'est utilisé que pour surligner le titre de l'article dans l'introduction, une seule fois.
- L'italique est rarement utilisé : mots en langue étrangère, titres d'œuvres, noms de bateaux, etc.
- Les citations ne sont pas en italique mais en corps de texte normal. Elles sont entourées par des guillemets français : « et ».
- Les listes à puces sont à éviter, des paragraphes rédigés étant largement préférés. Les tableaux sont à réserver à la présentation de données structurées (résultats, etc.).
- Les appels de note de bas de page (petits chiffres en exposant, introduits par l'outil «  Source ») sont à placer entre la fin de phrase et le point final[comme ça].
- Les liens internes (vers d'autres articles de Wikipédia) sont à choisir avec parcimonie. Créez des liens vers des articles approfondissant le sujet. Les termes génériques sans rapport avec le sujet sont à éviter, ainsi que les répétitions de liens vers un même terme.
- Les liens externes sont à placer uniquement dans une section « Liens externes », à la fin de l'article. Ces liens sont à choisir avec parcimonie suivant les règles définies. Si un lien sert de source à l'article, son insertion dans le texte est à faire par les notes de bas de page.
- La présentation des références doit suivre les conventions bibliographiques. Il est recommandé d'utiliser les modèles {{Ouvrage}}, {{Chapitre}}, {{Article}}, {{Lien web}} et/ou {{Bibliographie}}. Le mode d'édition visuel peut mettre en forme automatiquement les références.
- Insérer une infobox (cadre d'informations à droite) n'est pas obligatoire pour parachever la mise en page.

Pour une aide détaillée, merci de consulter Aide:Wikification.
Si vous pensez que ces points ont été résolus, vous pouvez retirer ce bandeau et améliorer la mise en forme d'un autre article.
Pour les articles homonymes, voir Bush.
Jess Bush (née le 26 mars 1992) est une actrice, mannequin, personnalité de télé-réalité et artiste visuelle australienne. Elle a notamment participé à la septième saison de la série de télé-réalité Australia's Next Top Model et a joué le rôle de l'infirmière Christine Chapel dans Star Trek: Strange New Worlds.

## Vie privée
Jess Bush est née le 26 mars 1992 et vient de Keperra (Queensland), une banlieue de Brisbane, en Australie. Pendant son interview avec The Daily Beast en juin 2023 à propos de la représentation LGBTQ+ dans Star Trek: Strange New Worlds et de son interprétation d'un personnage bisexuel, Bush a ouvertement et sans hésitation déclaré : « Je suis queer, et je suis très heureuse qu'il y ait de plus nombreuses représentations de différentes orientations sexuelles et genres dans Star Trek. C'est vraiment enthousiasmant pour moi, et je suis très fière de faire part de cette représentation. ».

## Carrière en arts visuels
Faisant de l'art visuel depuis l'enfance, Bush a commencé à vendre professionnellement ses propres œuvres à l'âge de 19 ans. Elle créée également des bijoux artisanaux et certaines de ses pièces apparaissent dans Strange New Worlds.

### Totem d'abeille
En 2019, Elle a commencé à développer et à exposer une série d'œuvres nommée Bee Totem. Elle récupère les abeilles mortes auprès d'apiculteurs et les conserve dans des sphères de résine, et y attachant de fines chaînes de bijoux. Ses expositions sont en collaboration avec des artistes de projection et de son : ils accrochent les nombreuses abeilles préservées à différentes hauteurs afin de créer des formes et des expériences dans un espace tridimensionnel.
Pour elle, Bee Totem est à propos de l'importance des abeilles qui, non seulement rendent le monde humain viable, mais qui « vivent par milliers et meurent tranquillement par milliers ». L'abeille individuelle préservée dans la sphère est amplifiée et agrandie, montrant son intelligence et sa beauté ; cela amène l'observateur à "faire une pause et à réfléchir au moment où l'abeille est morte, parce qu'elle est figée ainsi. C'est un peu comme un mémorial, des funérailles". L'installation amplifie alors « l'impact de milliers de morts en même temps ».
Elle a reçu à plusieurs reprises un financement par le gouvernement australien depuis 2022, pour ce que Bush a décrit comme « le travail le plus important qu'elle ait jamais réalisé », qu'elle voudrait continuer « probablement pour toujours ». Elle aimerait construire une cathédrale pour des milliers d’abeilles préservées, pour permettre aux gens de s’asseoir tranquillement et de réfléchir à l’immensité du sacrifice. Quand elle est en tournage elle doit prendre une pause de ce projet, même si elle a pris son matériel lors du tournage.

## Carrière télévisuelle
La première apparition télévisée de Jess Bush était lors de la septième saison de la série de télé-réalité Australia's Next Top Model ; où elle a déclaré au programme qu'elle avait commencé le mannequinat pour « le défi, la compétitivité, les voyages et la variété » . En Australie, elle a également joué dans Home and Away et Playing for Keeps.
Elle a quitté la télévision australienne pour la première fois en jouant dans Star Trek: Strange New Worlds en 2022, dans lequel Bush joue le rôle de Christine Chapel (deuxième actrice dans ce rôle, qui était interprété par Majel Barrett dans la série Star Trek original ). Heavy a décrit l'interprétation du personnage par Bush comme « très différente, [...] amusante, irrévérencieuse et un peu sous tension ». Bush camoufle son accent australien natal pour la performance, ce qui l'aide à entrer dans le personnage physiquement et mentalement.

### Filmographie[6]

#### Films
- 2018 : Skinford: Chapter Two : Helen

#### Séries
- 2019 : Playing for Keeps : Kendall Pereira
- 2022 : Star Trek: Strange New Worlds : infirmière Christine Chapel

### Prix
| Prix         | Année | Œuvre nommée                  | Catégorie                                                         | Résultat | Ref. |
| ------------ | ----- | ----------------------------- | ----------------------------------------------------------------- | -------- | ---- |
| Saturn Award | 2022  | Star Trek: Strange New Worlds | Meilleure actrice dans un second rôle dans une série en streaming | Nommée   |      |

## Liens extérieurs
- (en) Site officiel
- Ressources relatives à l'audiovisuel :   - IMDb
  - Rotten Tomatoes
- Ressource relative à la musique :   - MusicBrainz
- Jess Bush sur Instagram
- Jess Bush (en) sur Memory Alpha (en)
- Médias liés à Jess Bush sur Wikimedia Commons